# 红岭河 (融江)
红岭河，又称石泯河，位于中华人民共和国广西壮族自治区北部，是柳江融江段左岸支流，发源于融安县东起乡安太村，南流经东起乡后，伏流入石门水库，出库后西南流至潭头乡转北流，至融水苗族自治县县城融水镇上罗村汇入融江。干流长63千米，平均比降3.54‰，流域面积391平方千米。